# Pandżrud
Pandżrud (tadż. Панҷрӯд) – wieś (kiszłak) w Tadżykistanie, w wilajecie sogdyjskim, 60 km na wschód od Pandżakentu. We wsi znajduje się Mauzoleum Rudakiego, założyciela poezji persko-tadżyckiej, który się tu urodził i zmarł. Rosyjski pisarz Andriej Wołos poświęcił kiszłakowi książkę Wozwraszczenije w Pandżrud (Powrót do Pandżrudu, ros. Возвращение в Панджруд), która w 2013 roku została uhonorowana Rosyjską Nagrodą Bookera.